# Giovanni Potenziani
Giovanni Potenziani, nato Giovanni Grabinski (Bologna, 8 novembre 1850 – Roma, 19 marzo 1899), è stato un politico italiano.

## Biografia
Figlio del conte polacco-lituano Enrico Grabinski e di sua moglie, la marchesa Sofia Potenziani, figlia del marchese Giovanni, ministro di Pio IX nel 1848, nel 1887 ottenne per Regio Decreto di poter mutare il proprio cognome in Potenziani per succedere ex matre al titolo di principe Potenziani, a lui confermato da Umberto I nel 1891 insieme a quelli di marchese e patrizio di Rieti. 
Nel 1872 sposò la principessa romana Maria Luisa Isabella Spada Veralli, anch'ella erede di questa famiglia, da cui ebbe i figli Maria Beatrice (1873–1959), Angelica (1874–1919) e Ludovico (1880–1971), facendo confluire in quest'ultimo i nomi e i titoli di entrambe le casate.
Dopo aver ricoperto le cariche di Consigliere provinciale di Perugia per il mandamento di Rieti e Presidente dei Comizi agrari riuniti dell'Umbria, il 4 dicembre 1890 fu nominato senatore del Regno d'Italia, sedendo nella camera alta a partire dalla XVII legislatura. 